# Фиески, Лоренцо
Лоренцо Фиески (итал. Lorenzo Fieschi; 21 мая 1642, Генуя, Генуэзская республика — 1 мая 1726, там же) — итальянский кардинал, куриальный сановник и доктор обоих прав. Секретарь Священной Конгрегации обрядов с 23 ноября 1689 по 17 июня 1690. Архиепископ Авиньона 17 июня 1690 по 18 мая 1705. Архиепископ Генуи с 18 мая 1705 по 1 мая 1726. Кардинал-священник с 17 мая 1706, с титулом церкви Санта-Мария-делла-Паче с 25 июня 1707 по 1 мая 1726.

## Биография
Родился в Генуе в 1642 году. Принадлежал к знатнейшему генуэзскому роду Фиески, из которого вышли папы Иннокентий IV и Адриан V, а также множество высокопоставленных церковных иерархов.
Обучался в римском университете Ла Сапиенца, окончил его с докторской степенью utroque iure, по каноническому и гражданскому праву.
До 1671 года служил в Риме при папской курии. С 1671 по 1686 год последовательно занимал пост губернатора нескольких итальянских городов.
10 июля 1690 года назначен архиепископом Авиньона, который в описываемый период принадлежал не Франции, а Папскому государству. Епископская хиротония состоялась 24 сентября 1690 года, её возглавлял кардинал Фабрицио Спада. В 1702—1705 годах экстраординарный апостольский нунций во Франции.
18 мая 1705 года был переведён на архиепископскую кафедру родного города, которую занимал вплоть до смерти в 1736 году. 17 мая 1706 года был возведён папой Климентом XI в кардиналы с титулом церкви Санта-Мария-делла-Паче. Похоронен в левом нефе генуэзского собора св. Лаврентия

## Ссылки

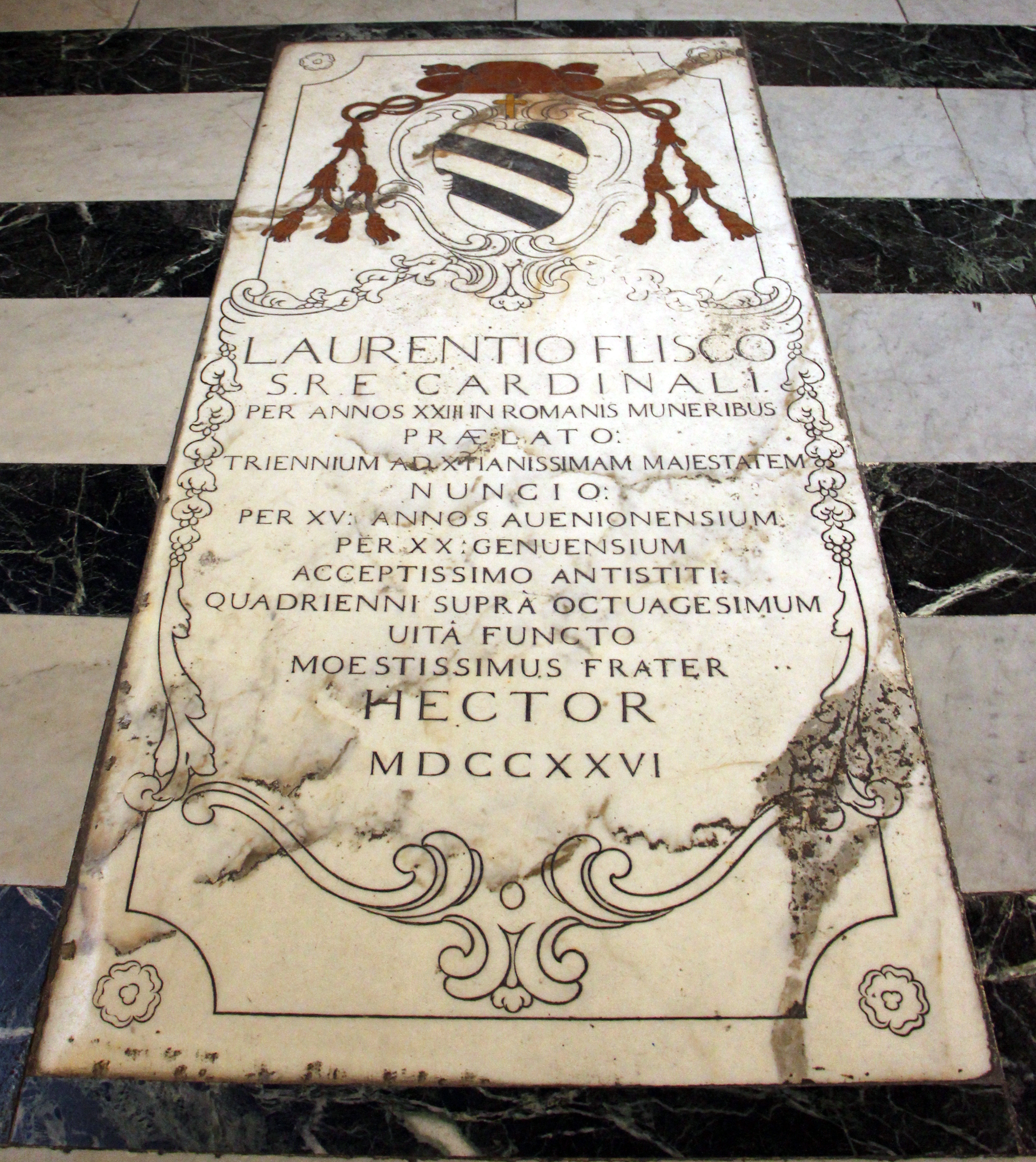
Могильная плита кардинала Фиески в генуэзском соборе